# Mirjam Kalin
Mirjam Kalin, slovenska altistka, pevka resne glasbe, *21.9. 1966, Ljubljana.
Po končani Pedagoški gimnaziji se je posvetila študiju solopetja pri prof. Zlati Ognjanovič. Maja leta 1989 je postala članica Komornega zbora RTV Slovenija, marca 1991 pa je bila sprejeta v takrat na novo ustanovljen Slovenski komorni zbor (SKZ). Leta 1994 je postala članica zbora ljubljanske Opere, kjer je dobila tudi prvo vlogo Guvernante v Pikovi dami P. I. Čajkovskega. Kot mlada in obetavna pevka je avgusta 1996 prejela štipendijo Richarda Wagnerja, istega leta pa je postala članica solističnega ansambla ljubljanske Opere, kjer se je v tekoči sezoni izkazala z vlogo Jele v operi Ekvinokcij Marjana Kozine, za ketro je prejela nagrado Zlata ptica.
Poleg tega se uveljavlja kot koncertna pevka doma in tujini (Avstrija, Italija, Nemčija, Portugalska). Za svoje dosežke je prejela tudi nagrado Prešernovega sklada in nagrado Sama Smerkolja.